# Revolución mesodecimonónica
La revolución mesodecimonónica fue una serie de cambios económicos, políticos y sociales acaecidos en Colombia a mediados del siglo XIX generalmente acompañados de episodios violentos. Los cambios estructurales que la burguesía colombiana no había logrado con la Independencia, fueron implantados a mediados del siglo XIX por una coalición de clases (comerciantes, artesanos, pequeños propietarios agrícolas y los esclavos), contra los intereses de la aristocracia terrateniente. Tales cambios empezaron hacia el final de la primera administración de Tomás Cipriano de Mosquera, en 1849 y culminaron en 1862 con la desamortización de bienes de Manos muertas.

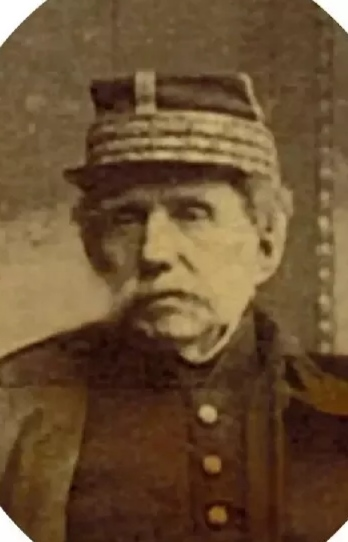
Tomás Cipriano de Mosquera. Principal artífice de las reformas.

Las clases interesadas en el cambio coincidieron en cuanto a muchas de sus pretensiones, pero en el transcurso del proceso social se fueron desarrollando contradicciones entre ellas, sobre todo entre comerciantes y artesanos, lo que originó la división del partido político en el que militaban (Partido Liberal) entre Gólgotas y Draconianos.

## Protagonistas
- Los comerciantes: Buscaban la supresión de los resguardos indígenas, pues, si lo lograban, conseguían que los indígenas tuvieran que emigrar a la ciudad, proletarizándose. Es decir, que al recibir un salario por su trabajo se integrarían en la economía monetaria y, en consecuencia, aumentaría su poder adquisitivo en pro de los traficantes de mercancías.

Al proponer la abolición de la esclavitud pretendían lo mismo, puesto que mientras el esclavo permaneciera en situación de tal, su poder adquisitivo sería mínimo y estaría sujeto a lo que el amo le quisiere proporcionar. 
La abolición del estanco del tabaco era también de su interés, pues con el desarrollo del producto, los agricultores adquirirían en la capacidad de consumir un número mayor de mercancías. Y al propiciar las reformas tributarias y en el campo, era ese mismo interés, la ampliación de la capacidad de consumo de las masas lo que los movía.
Los comerciantes tenían un interés particular en establecer el libre cambio en el comercio internacional, y en ese aspecto se presentaba una antagónica contradicción con los artesanos. Para los comerciantes la supresión de las tarifas aduaneras proteccionistas significaba una mayor venta y, por ende, una mayor ganancia. Para los artesanos, cuyo dominio del mercado interno dependía del alejamiento de los productos foráneos por medio de los aranceles, funesta.
- Los artesanos: Tenían los mismos intereses que los comerciantes sobre la supresión de los resguardos, la abolición de la esclavitud, la supresión del tabaco y las reformas tributarias y en el campo, pero chocaban con éstos en cuanto que su interés vital era el aumento o el mantenimiento de los aranceles, no su supresión.

- Los esclavos: Era obvio que estaban interesados en adquirir su libertad y pasar así al estado de hombres y no de “cosas”. Aunque por su carencia de derechos políticos no podían intervenir dentro de los cauces constitucionales para cambiar su situación, sí presionaron por medio de numerosas rebeliones y con las armas en la mano en la guerra civil de 1851, desatada por los esclavistas como consecuencia de la medida abolicionista del 21 de mayo del mismo año.

- Los pequeños agricultores: Ubicados, especialmente, en la región de Santander, abogaban por la supresión del estanco del tabaco, el cual les impedía la expansión de la producción. Secundaban también las reformas fiscales, especialmente, la de la abolición del diezmo eclesiástico.

- Los terratenientes: Eran los partidarios del statu quo. Aunque ciertas medidas les podían beneficiar (como la abolición del diezmo) otras, como la abolición de la esclavitud, les eran perjudiciales. Por esta razón se unieron en un partido político, el Conservador, para defender sus intereses económicos contando con el apoyo de la Iglesia católica, el más grande terrateniente del país quien en 1861, época de la “Desamortización de Bienes de Manos Muertas”, tenía propiedades valoradas en 10 000 000 de pesos colombianos (de la época) en momentos en que el presupuesto nacional era de 2 000 000 (de pesos colombianos (de la época).[1]

## Convulsiones sociales causadas
La transformación que vivió Colombia a mediados del siglo XIX se vio envuelta, como suele suceder en este tipo de cambios, por violentos estremecimientos sociales al agudizarse la lucha entre las diferentes clases sociales. En defensa de sus intereses, las diferentes clases se unieron en partidos políticos, los cuales, en Colombia, remontan su origen precisamente a aquellas fechas. El Partido Liberal fue el instrumento de las clases interesadas en el cambio; el Partido Conservador, de los partidarios de mantener el statu quo.
La cuestión de los aranceles proteccionistas, punto sensible para artesanos y comerciantes, fue la causa de la consiguiente división del Partido Liberal. Desde la Independencia, las manufacturas inglesas afluyeron a Colombia, pero las altas tarifas proteccionistas habían logrado, hasta el momento, preservar la producción nacional que aún contaba con un extenso mercado. Pero el desarrollo de la tecnología y del capitalismo en los países avanzados, unidos al interés económico de los comerciantes colombianos, pudieron más que los esfuerzos de los artesanos colombianos. Las manufacturas extranjeras, sobre todo las inglesas, ingresaron masivamente en el mercado interno colombiano en detrimento de la producción nacional, la cual no se recuperó sino después de 1930.
En las principales ciudades colombianas los artesanos formaron grupos gremiales con intereses políticos llamados sociedades democráticas. “En las secciones de estos clubes se declamaba contra los ricos, los aristócratas y los conservadores. Se predicaba el socialismo y el comunismo, mezclándose también ataques contra la Religión Católica que el Partido Liberal quería minar por lo menos”, según cuenta el historiador José Manuel Restrepo.
Para lograr el cambio, los comerciantes usaron a las masas populares enfrentándolas contra los terratenientes. Este proceso fue especialmente violento en el Valle del Cauca, donde precisamente estaban ubicados los reductos más firmes de la economía esclavista. El historiador Restrepo anota sobre los conflictos allí acaecidos, a los cuales el Jefe Liberal Manuel Murillo Toro llamó “retozos democráticos”, lo siguiente: “Haber levantado las castas y a los proletarios del hermoso Valle del Cauca; haber inventado el zurriago y el látigo, como medio de sostener y apoyar su partido; haber lanzado a los negros, mulatos y hombres perdidos, sobre las propiedades de los conservadores para que las destruyeran y quemaran como vándalos feroces; haber en fin extendido por todo el Valle las vapulaciones hasta dejar exánimes a sus víctimas, aunque fuesen mujeres delicadas, era lo que llamaban los prohombres del partido liberal rojo ‘establecer la verdadera República’”.

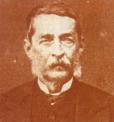
Manuel Murillo Toro.

## Tentativa de anexión a Estados Unidos
En Medellín, “en el año de 1854, cuando las Sociedades Democráticas intentaron una verdadera revolución social, algunos capitalistas de Medellín, asustados, idearon el plan de incorporar toda la nación colombiana a los Estados Unidos, para poner fin para siempre a la inseguridad de la propiedad. Con el mismo motivo, al menos un capitalista de Medellín, Eugenio M. Uribe, se volvió ciudadano de los Estados Unidos (sin moverse de Medellín)”. Sobre el asunto escribía Mariano Ospina Rodríguez, uno de los fundadores del Partido Conservador y futuro presidente de Colombia a Pedro Alcántara Herrán, expresidente de la misma, en 1854: “Los negociantes de esta provincia han acogido con mucho entusiasmo la idea de anexar la República a los Estados Unidos, como único medio de conseguir seguridad. Tal paso tendrá algunos inconvenientes, pero es el único remedio posible que se encuentra que oponer a la barbarie que amenaza devastar este país para siempre...”.

## Intentos fallidos de contrarrevolución
Los latifundistas unidos en el Partido Conservador presentaron fuerte resistencia y trataron de contrarrestar el ímpetu revolucionario creando también organismos de artesanos llamados Sociedades populares dirigidos directamente por los jesuitas. Sin embargo, pesaron más los factores del cambio que permitían el desarrollo de fuerzas productivas y los terratenientes fueron vencidos.

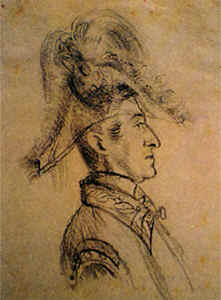
José María Melo. Su intento contrarrevolucionario de 1854 no tuvo éxito.

Por su parte, entre los liberales se desarrolló la contradicción entre los intereses de los comerciantes (Gólgotas) y de los artesanos (Draconianos), hasta que en 1854 el general José María Melo, quien a pesar de ser un gólgota había asumido el poder apersonándose de las aspiraciones de los artesanos. No obstante fue vencido por una coalición en la que participaron los jefes liberales y conservadores José Hilario López, Tomás Cipriano de Mosquera, Pedro Alcántara Herrán, Tomás Herrera, José de Obaldía y otros, con el resultado de cientos de artesanos condenados al destierro en el río Chagres, en Panamá. 
Al ser vencidos los artesanos, quedó el campo abierto a los intereses de los comerciantes y, desde ese momento en adelante, la producción manufacturera nacional empezó a ser eclipsada por el comercio de productos extranjeros. Colombia no volvió a abastecerse con producción nacional de bienes de consumo hasta el surgimiento de la industria liviana en 1930.

## Cambios logrados
Fueron suprimidos muchos gravámenes que dificultaban el desarrollo de las fuerzas productivas. Los impuestos como la alcabala, los derechos de exportación, los diezmos, del aguardiente, de hipoteca y registro y el estanco al tabaco, vigentes desde la época colonial, fueron suprimidos.
Mención especial merece la abolición del estanco al tabaco que había venido funcionando desde la época de la Colonia y que se había constituido en la más grande traba para el desarrollo del cultivo, imposibilitando su producción para la exportación. Desde principios de la República se había pensado en suprimirlo pero, como era una de las principales fuentes de ingresos del estado, ningún secretario de Hacienda se había atrevido a abolirlo. Prescindir de éste fue una medida osada de Mosquera y de su secretario de Hacienda, Florentino González, pero la práctica demostró que era acertado pues, a partir de ella, la producción creció a un ritmo nunca visto en Colombia y el tabaco se convirtió en su principal producto de exportación hasta el advenimiento del café. 
Las rentas nacionales fueron descentralizadas durante el gobierno de José Hilario López y se creó una contribución directa con el objeto de llenar el vacío dejado por los impuestos suprimidos. Otra medida de importancia para cambiar las estructuras agrícolas fue la abolición de los censos; éstos eran cargas patrimoniales que pesaban sobre las propiedades territoriales. Las estructuras agrarias, base del poder de los terratenientes, fueron las más atacadas y golpeadas. La esclavitud, base de la producción de muchos latifundios, fue abolida totalmente el 21 de mayo de 1851.

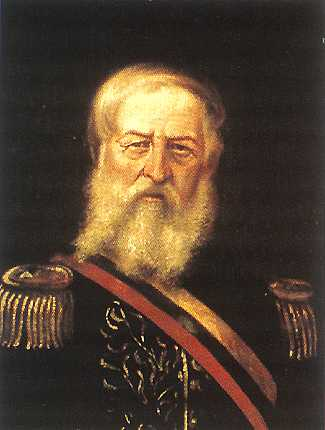
José Hilario López. Durante se presidencia (1849-1853) se abolió la esclavitud en Colombia.

La eliminación de los resguardos indígenas fue otro paso trascendental en el ámbito económico y social. Una ley de 1850 autorizó a las cámaras legislativas de provincia para que dispusieran lo relacionado con los resguardos y capacitaran a los indígenas para que pudiesen enajenar individualmente las tierras que, hasta entonces, habían poseído comunalmente. Con la medida, vastas masas de indígenas se incorporaron a la economía monetaria, se proletarizaron y se acabó con verdaderos reductos de economía natural, como eran los resguardos, puesto que en ellos los indígenas llevaban su propia vida económica interna al producir todo lo necesario para su subsistencia. Como consecuencia de lo anterior, al proletarizarse muchos indígenas, desmejoró su condición social.
El epílogo de todas estas reformas lo constituye la medida tomada por Tomás Cipriano de Mosquera, en decreto del 9 de septiembre de 1861, ordenando la Desamortización de Bienes de Manos muertas, con el pretexto de “dar la tierra a los que la trabajen y la hagan producir”, según rezaba el texto. Con el transcurso del tiempo la Iglesia católica había acumulado vastísimas extensiones de tierra por concepto de donaciones voluntarias, pero tales extensiones de terreno, que se mantenían improductivas y por su destinación especial, no eran enajenables. 
Al sacar a remate las propiedades eclesiásticas, Mosquera y sus seguidores pretendían llevar a la circulación económica una “masa considerable de valores inertes” y, sobre todo, hacer una distribución de la propiedad agraria creando un fuerte núcleo de pequeños propietarios. 
Los conservadores, por prejuicio religioso y en términos generales, no participaron en los remates, pero la burguesía liberal que quería apoderarse de las tierras de la Iglesia católica, apoyó la medida mas no su forma de llevarla a la práctica. Quería que todos los bienes se sacaran de una vez a remate para que el exceso de oferta hiciera bajar sus precios, que no se dieran plazos para que los pobres tuvieran que abstenerse de participar en los remates y que los lotes se vendieran indivisos para alejar a los compradores de poco poder adquisitivo.
Por último, pretendían que se pudiera rematar con bonos de la deuda pública que ellos tenían acaparados, y los cuales obtenían en un 15 o 20 % de su valor nominal y eran recibidos por éste. La oligarquía liberal obtuvo lo que pretendía en contra del pensamiento original que habían tenido Mosquera y sus seguidores (si lo hubo). La reforma de la estructura agraria se frustró pues se golpeó el latifundio clerical en beneficio del latifundio laico liberal.
Ello suprimió toda real o supuesta contradicción con los terratenientes conservadores, constituyéndose todos en un círculo comerciante-terrateniente que facilitó la entrada posterior de Rafael Núñez al poder como abanderado de una coalición que encarnaba los intereses de la oligarquía conservadora con los intereses de un sector del liberalismo, comerciante-terrateniente. Acá también quizás se encuentre la clase de la conducta ulterior de un sector “oligárquico” del liberalismo y, sobre todo, su ambiguo actuar en las guerras civiles posteriores.